# Vibo Valentia
Vibo Valentia es un municipio de la región de Calabria, capital de la provincia de Vibo Valentia. En 2001, según el  censo de ese año, tenía una población de 33.957 habitantes. Comprende una extensión de 46,3 km², y tiene una altitud de 476 m sobre el nivel del mar.
Los límites municipales son las comunas de Briatico, Cessaniti, Filandari, Francica, Jonadi, Pizzo, San Gregorio d'Ippona, Sant'Onofrio y Stefanaconi.
En Vibo Valentia hay dos museos, uno arqueológico llamado «Vito Capialbi», y otro de arte sacro. Además, posee un jardín botánico. 
La fiesta patronal (San Leoluca) es el primer día de marzo. Las fracciones de las ciudades son: Vibo Marina, Bivona, Porto Salvo, Longobardi, San Pietro, Piscopio, Vene, Triparni. 
Fue una importante ciudad de la costa oeste de Brucio, a orillas de una bahía llamada en la Antigüedad, Sinus Hipponiates (actual Golfo de Santa Euxemia).

## Historia
Al principio de su historia fue un centro perteneciente a los brucios , que la llamaron Veip (de donde proviene Vibo). Según Estrabón, se establecieron allí colonos de Locros, ciudad de la Magna Grecia, y la ciudad pasó a llamarse Hiponio (en griego, Εἰπώνιον) o simplemente Hippo, en osco o brucio, que se transformó en Vibo. 
En 389 a. C. fue ocupada por Dionisio I de Siracusa, que destruyó la ciudad y trasladó a los habitantes a Siracusa. Entregó el territorio a la ciudad de Locros. Al cabo de dos años (379 a. C.), los cartagineses restablecieron la independencia de Hippo y permitieron el regreso de los habitantes desde el exilio.
No pasó mucho tiempo tras su recobrada libertad cuando cayó en manos de los brucios, poco después del 356 a. C. En 294 a. C. la conquistó Agatocles, que la utilizó de base para sus empresas militares y construyó un puerto con una estación naval (epineion). Pero cuando Agatocles partió de la ciudad, la guarnición fue atacada y destruida por los brucios, quienes recuperaron Vibo. La conservaron hasta que todo el Brucio pasó a Roma.
En 218 a. C., su territorio (Vibonensis ager) fue asolado por la flota cartaginesa, aunque no se menciona a la ciudad durante las operaciones de Aníbal en Brucio.
Junto al asentamiento griego se constituyó una colonia romana, de 4000 personas incluyendo 300 caballeros y que desde entonces fue conocida con el nombre de Valentia 192 a. C. El nombre griego, Hippo, fue conservado por el pueblo, a menudo utilizando la forma brucio, Vibo, hasta que finalmente fue conocida como Vibo Valentia. 
Fue una de las principales ciudades del sur de Italia. La actividad principal de su puerto era la exportación de madera. En él se construyeron unas dársenas. Cicerón la menciona como «noble e ilustre ciudad municipal». 
Los triunviros prometieron la ciudad a sus soldados. Julio César la utilizó como base naval contra Pompeyo en la segunda guerra civil de la República romana y fue atacada por Casio. Augusto, se sirvió de ella como base naval en su lucha contra Sexto Pompeyo. Después declaró al territorio de Valentia, exento de ser distribuido entre los soldados para asegurarse la lealtad de la ciudad. Más tarde recibió una colonia, mencionada en el Liber Coloniarum. 
Durante todo el Imperio romano fue un municipium romano, mencionado por muchos autores latinos. Aparece en los Itinerarios del siglo IV. En la inscripción de la Vía Popilia aparece únicamente como Valentia. En la época imperial, cuando las comunidades ya estaban unidas, pasó a llamarse Vibo Valentia. Estrabón la llama Vibona Valentia, pero probablemente es un error.
La diosa Proserpina tenía un templo dedicado en Valentia, cuyas ruinas aún se mencionan en el siglo XI, cuando Roger I de Sicilia se llevó las columnas para adornar la catedral de Mileto de Sicilia. El historiador Duris de Samos dice que cerca de la ciudad había una cueva y unas fuentes donde estaba el cuerno de Amaltea, que fue adornado y colocado allí por Gelón de Siracusa.
Los bizantinos fortificaron la ciudad pero los sarracenos destruyeron la fortificación en el siglo X. Federico II Hohenstaufen la reconstruyó y cambió el nombre a Monteleva: fue el artífice de la ciudad moderna. En 1070, los normandos construyeron un castillo en el sitio de la antigua acrópolis.
Unas pequeñas ruinas pueden aún verse en la actual población de Bivona, a unos 5 km de Monte Leone, que corresponden probablemente a la ciudad griega, mientras que la ciudad romana estaba en el mismo lugar que Monteleone, pero no quedan restos. 
Monteleone fue declarada capital de la Calabria Ultra por los franceses en el siglo XIX.
La ciudad se llamó Monteleone hasta que el ministro de obras públicas, Luigi Razza, decretó el cambio de nombre al antiguo nombre romano de Vibo Valentia.

## Evolución demográfica
| Gráfica de evolución demográfica de Vibo Valentia entre 1861 y 2001 |
|                                                                     |
| Fuente ISTAT - elaboración gráfica de Wikipedia                     |